# Triconodon mordax
Il triconodonte (Triconodon mordax) è un mammifero estinto appartenente agli eutriconodonti, vissuto nel Cretaceo inferiore (Berriasiano, circa 143 milioni di anni fa). I suoi fossili, principalmente denti e mandibole, sono stati ritrovati in Inghilterra e Francia.

## Descrizione
Di taglia simile a quella di un gatto, il triconodonte era uno dei mammiferi più grandi del Mesozoico. Probabilmente predava piccoli animali come lucertole primitive e insetti, che catturava grazie ai denti armati di tre cuspidi a forma di cono (da qui il nome generico Triconodon). Proprio i denti erano la caratteristica distintiva del triconodonte: le tre cuspidi dei molari erano disposte longitudinalmente sullo stesso asse, in modo molto diverso da quello di tutti gli altri mammiferi. Il cranio del triconodonte doveva essere lungo e basso, dotato di lunghi canini e di denti simili a incisivi nella parte anteriore. Nonostante il resto dello scheletro sia sconosciuto, dal raffronto con animali simili, ma più noti (come Jeholodens e Gobiconodon), si ritiene che il corpo del triconodonte fosse di tipo primitivo, dotato di zampe forti e a cinque dita.

## Classificazione
Triconodon mordax venne descritto per la prima volta da Richard Owen nel 1859, sulla base di una mandibola con denti ritrovata nella zona di Durlston Bay in Inghilterra. Successivamente nella stessa zona vennero scoperti altri fossili di mandibole, descritti come Triacanthodon serrula e Triconodon minor sempre da Owen nel 1871; questi fossili sono attualmente considerati appartenenti alla specie T. mordax. Altri fossili attribuiti a Triconodon sono stati ritrovati in Francia (Mazin e Billon-Bruyat, 2002).
Triconodon è stato a lungo uno dei mammiferi mesozoici più noti, anche se i resti fossili ad esso attribuiti sono scarsi. Questo genere è il genere eponimo dell'ordine dei triconodonti (Triconodonta), un gruppo (attualmente considerato parafiletico) comprendente numerosi mammiferi mesozoici dai caratteristici molari tricuspidati. Attualmente Triconodon è attribuito agli Eutriconodonta, che comprendono la grande maggioranza dei mammiferi arcaici un tempo attribuiti ai Triconodonta.